# Katsukawa Shunchō
Katsukawa Shunchō (勝川 春湖?) (c. 1750-1821) fue un artista japonés de ukiyo-e, un género de grabados realizados mediante xilografía. Su legado abarca diversas formas de expresión artística, destacándose como grabador, pintor e ilustrador. Su obra, desarrollada durante el periodo Edo, se distingue por su maestría técnica y su contribución a la representación de actores, mujeres hermosas y otras temáticas tradicionales.

## Biografía
Katsukawa inició su carrera como discípulo de Katsukawa Shunshō, pero su estilo evolucionó bajo la influencia de destacados artistas de la época, entre ellos Torii Kiyonaga, Kubo Shunman y Kitagawa Utamaro. A lo largo de su vida, Katsukawa experimentó con diferentes géneros artísticos, desde yakusha-e (ilustración de actores del teatro popular kabuki) hasta bijin-ga (representaciones de mujeres que respondían al ideal de belleza). Su versatilidad y habilidad técnica le valieron reconocimiento en el mundo del ukiyo-e.

## Reconocimientos
La reputación de Katsukawa se destaca en la escuela Katsukawa, donde se aprecia la rareza de sus representaciones de actores, así como su habilidad para crear obras destacadas en géneros como hashira-e (impresiones xilográficas en forma de pilares), sanmai-tsuzuki (series de tres imágenes continuas) y pinturas de mujeres desnudas.

## Obras
El legado artístico de Katsukawa se manifiesta en una serie de obras notables. Su destreza en géneros como el retrato de actores, las series de imágenes consecutivas y las representaciones de mujeres desnudas dejó un impacto duradero en la historia del ukiyo-e.
|                                                                                                 |
| La «oiran» Wakoku de Echizen-ya acompañada por una «shinzo» y una «kamuro»(xilografía, c. 1778) |

|                                               |
| Xilografía del género sexual shunga (c. 1780) |

| |
| Flores, xilografía del tipo nishiki-e, de la serie Nieve, luna y flores en el mundo flotante (c. 1784) |

|                                                |
| Trébol japonés, xilografía (entre 1785 y 1789) |

| |
| Joven mujer de pie junto a un pino dentro de los recintos de un templo (1786) es un ejemplo de sus obras en forma de pilares del tipo hashira-e |

| |
| Díptico del género satírico mitate-e (c. 1788). Reproduce a siete cortesanas y artistas de Edo con sus asistentes, una leyendo una carta de amor, en un jardín en las afueras de la ciudad. Es una parodia de los siete sabios del bosque de bambú, un grupo de filósofos, poetas y músicos chinos seguidores de la corriente qingtan del taoísmo. |

| |
| Pintura en seda montada en un panel (entre las décadas de 1780 y 1790). Reproduce la procesión formal de una importante cortesana de Yoshiwara que va hacia una casa de té o casa de asignación, acompañada por dos aprendices, una niña y un niño asistentes, y una pareja de ancianos; en la plataforma de la casa de té, otra cortesana charla con una camarera, dos geishas preparan un shamisen y un tambor de mano, y una segunda camarera le ofrece sake a un bufón profesional; en el extremo derecho, un cliente fuma una pipa; y hay un cerezo en flor en el extremo izquierdo. |

|                                                                          |
| Dibujo en tinta y a colores en el libro Prosperidad de la familia (1790) |

|                                                         |
| Dibujo en tinta en el poemario Puente de arce (c. 1790) |